# Sam Hui

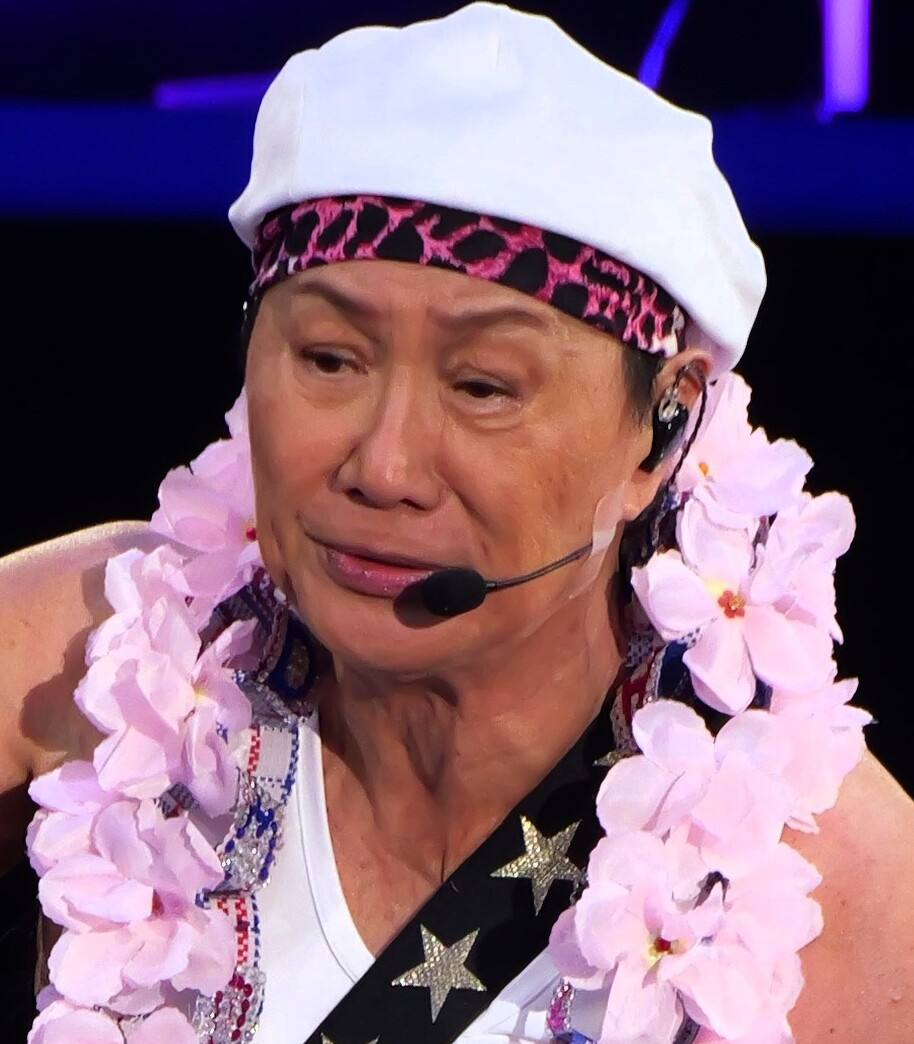
Sam Hui (2024)

Samuel Hui Koon-kit (chinesisch 許冠傑 / 许冠杰, Pinyin Xǔ Guànjié, Jyutping Heoi2 Gun3git6, kantonesisch Hui Koon-kit; * 6. September 1948 in Guangzhou, China), besser bekannt als Sam Hui, ist ein chinesischer Sänger, Songwriter und Schauspieler.

## Leben
Samuel Hui absolvierte die Kunstfakultät der Universität Hongkongs und der Universität des St. Francis Xaviers gegen Ende der 1960er Jahre zum Anfang der 1970er Jahre. Gemeinsam mit seinen beiden älteren Brüdern Michael Hui (* 1942) und Ricky Hui (1946–2011) spielte er in den 1970er Jahren in populären Filmkomödien mit. Von seinen vier Geschwister waren sein Bruder Stanley Hui (* 1944) und seine einzige Schwester Judy Hui nicht im Showbiz tätig.
Er startete seine Karriere als Gastgeber einer jungen TV-Show des Hongkonger Senders TVB. Zu dieser Zeit sang er als Frontmann bei der Band The Lotus. Sam sang viele Lieder mit Prominenten aus Hongkong, darunter Leslie Cheung. Anfang der 80er spielte er mit Karl Maka in der „Aces Go Places-Actionkomödiereihe“, in Deutschland besser bekannt als Mad Mission. Das Lied, das er für Mad Mission sang (心思思), geschrieben von Lynsey de Paul und Terry Britten, war eines der Top Ten der chinesischen goldenen Lieder und er sang das Lied 1986 bei der Preisverleihung von Radio Television Hong Kong (RTHK). Sam Hui ist ein bekannter Vertreter der Cantopop der 1970er und 1980er Jahren, der auch im Hong Kong English Pop Zuhause ist.
1993 gab er ein Abschiedskonzert und erklärte, dass er weder Filme noch Musik machen wolle, da er bei einem Dreh fast ums Leben gekommen wäre. Sam kam jedoch zurück. Er spielte neben Nicholas Tse im Film Winner Takes All.
Das Leben als „Rentner“ langweilte ihn und so kam er 2004 zurück auf die Bühne. Die ganzen Konzerte waren ausverkauft. Bei seinen ersten Konzerten erinnerte er oft an Leslie Cheung und Anita Mui, die beide 2003 starben.
Er gab am 19. und 20. Februar 2005 mit seinen Söhnen und seinem Bruder Ricky ein Konzert in Kuala Lumpur, er hat jedoch keine weiteren Konzerte geplant.
Er ist mit Rebecca „Rebu“ (geborene Flemming) verheiratet. Zusammen haben sie zwei Söhne – Ryan und Scott.

## Filmografie (Auswahl)
- Back Alley Princess (1973)
- The Tattooed Dragon (1973)
- Chinatown Capers (1974)
- Naughty! Naughty! (1974)
- Games Gamblers Play (1974)
- The Last Message (1975)
- The Private Eyes (1976)
- Money Crazy (1977)
- The Contract (1978)
- Security Unlimited (1981)

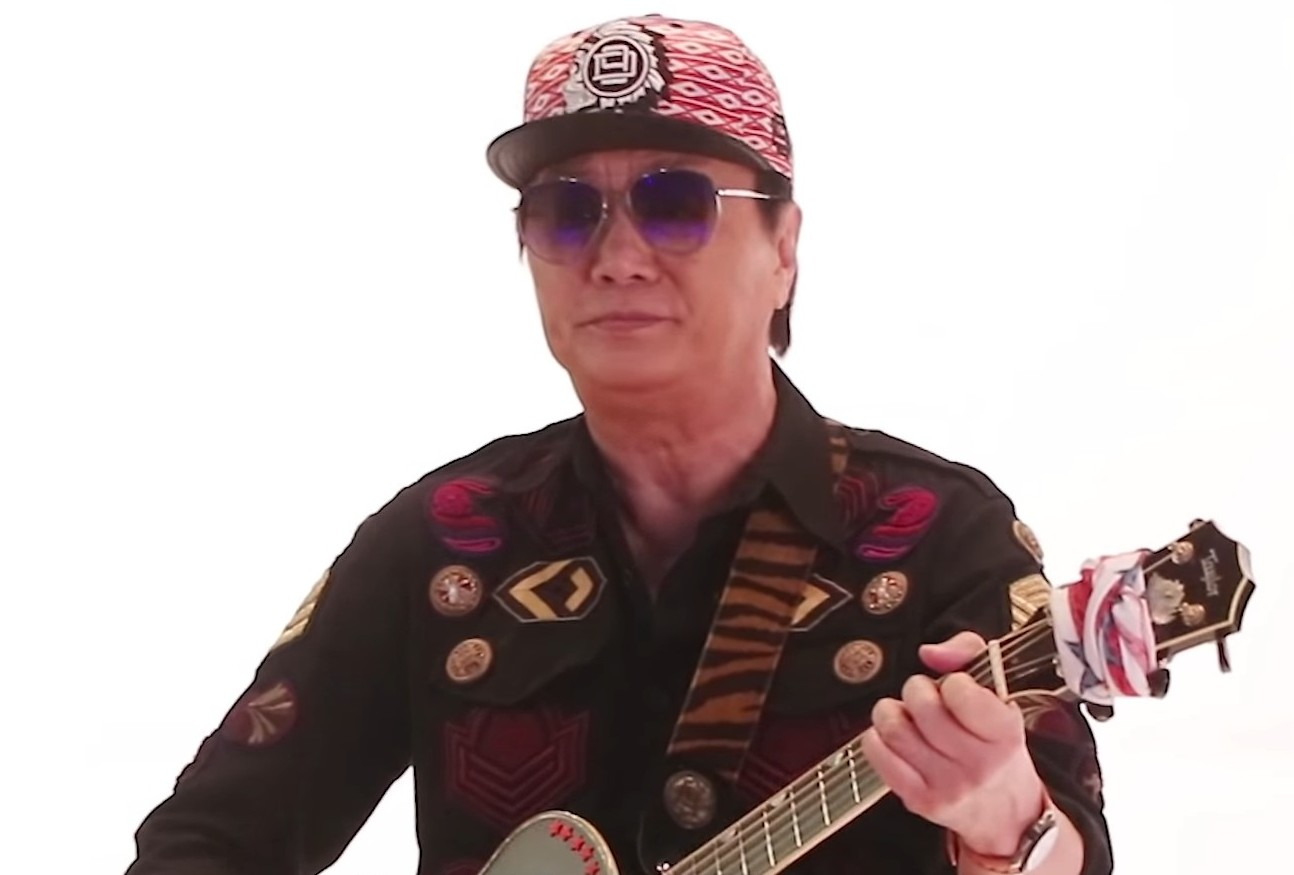
Sam Hui, Ying Wa College 2018

- Mad Mission / Aces Go Places (1982)
- Mad Mission 2 / Aces Go Places II (1983)
- Mad Mission 3 / Aces Go Places III: Our Man from Bond Street (1984)
- A Family Affair (1984)
- Working Class (1985)
- Mad Mission 4 / Aces Go Places IV (1986)
- The Legend of Wisely (1987)
- Chicken and Duck Talk (1988; Cameo)
- Mad Mission 5 / Aces Go Places V: The Terracotta Hit (1989)
- Meister des Schwertes / The Swordsman (1990)
- The Dragon from Russia (1990)
- Front Page (1990)
- The Banquet (1991, Ho moon yeh yin; Cameo)
- All’s Well, Ends Well Too (1993, Faatin Heisi)
- The East Is Red (1993)
- Laughter of the Water Margins (1993)
- Winner Takes All (2000, Da yingjia)
- Over My Dead Body (2023, Seisi seisi seisapsei; Cameo)

## Englischsprachige Alben (Auswahl)
- Time of The Season (1971)
- Morning After (1974)
- Interlude (1975)
- Came Travelling (1977)